# 石黒務
石黒 務（いしぐろ つとむ、1841年1月20日（天保11年12月28日）- 1906年（明治39年）3月19日）は、日本の武士（彦根藩士）、内務官僚。官選福井県知事。通称・綱次郎、伝右衛門。明治維新後、務と改名。雅号・湖東小史。

## 経歴
彦根藩士・石黒伝右衛門の子息として生まれ、生後7ヵ月で父が死去し家督を相続。文久2年（1862年）内目付に就任。文久3年2月（1863年）生麦事件の賠償を求める四カ国艦隊の横浜入港に伴い警備に従事し、さらに泉州堺浦の警備に出動し、元治元年（1864年）藩主・井伊直憲が京都守護を命ぜられ伏見の警備に従事した。京都留守居役となり、第二次長州征討に従軍。慶応3年（1867年）評定加役、物頭次席に就任。同年12月、藩論が朝命遵奉と決した際に、家老・岡本半介と共に徳川慶喜の新政府への参加を条件と主張するも、下級藩士の無条件遵奉説に決した。
戊辰戦争に従軍し、東山道鎮撫総督・岩倉具定の指揮下に入り、関東、奥羽に転戦し、会津城籠城戦に参加した。明治元年（1868年）の藩政改革により議行局二等執事兼議長に就任。さらに、権少参事、権大参事を歴任。明治4年7月14日（1871年8月29日）廃藩置県により彦根県権大参事となる。以後、長浜県権大参事、同県七等出仕、額田県権参事、浜松県権参事、同参事、兼同六等判事、静岡県参事、同大書記官などを歴任し、1880年12月27日、内務少書記官となる。
1881年2月7日、福井県令に就任し、1886年7月19日、地方官官制改正に伴い同県知事となる。士族授産、勧業・教育の振興、土木事業の推進などに尽力。1889年2月27日、知事を非職となる。

## 家族
二女の操は岡田良平の妻。三男の塚本小四郞は東京帝国大学工科大学機械科卒、旅順工科大学教授。

## 栄典・授章・授賞
位階
- 1886年（明治19年）11月16日 - 正五位[9]

勲章等
- 1885年（明治18年）4月7日 - 勲六等単光旭日章[10]
- 1889年（明治22年）11月29日 - 大日本帝国憲法発布記念章[11]